# Ierland op het Eurovisiesongfestival 2014

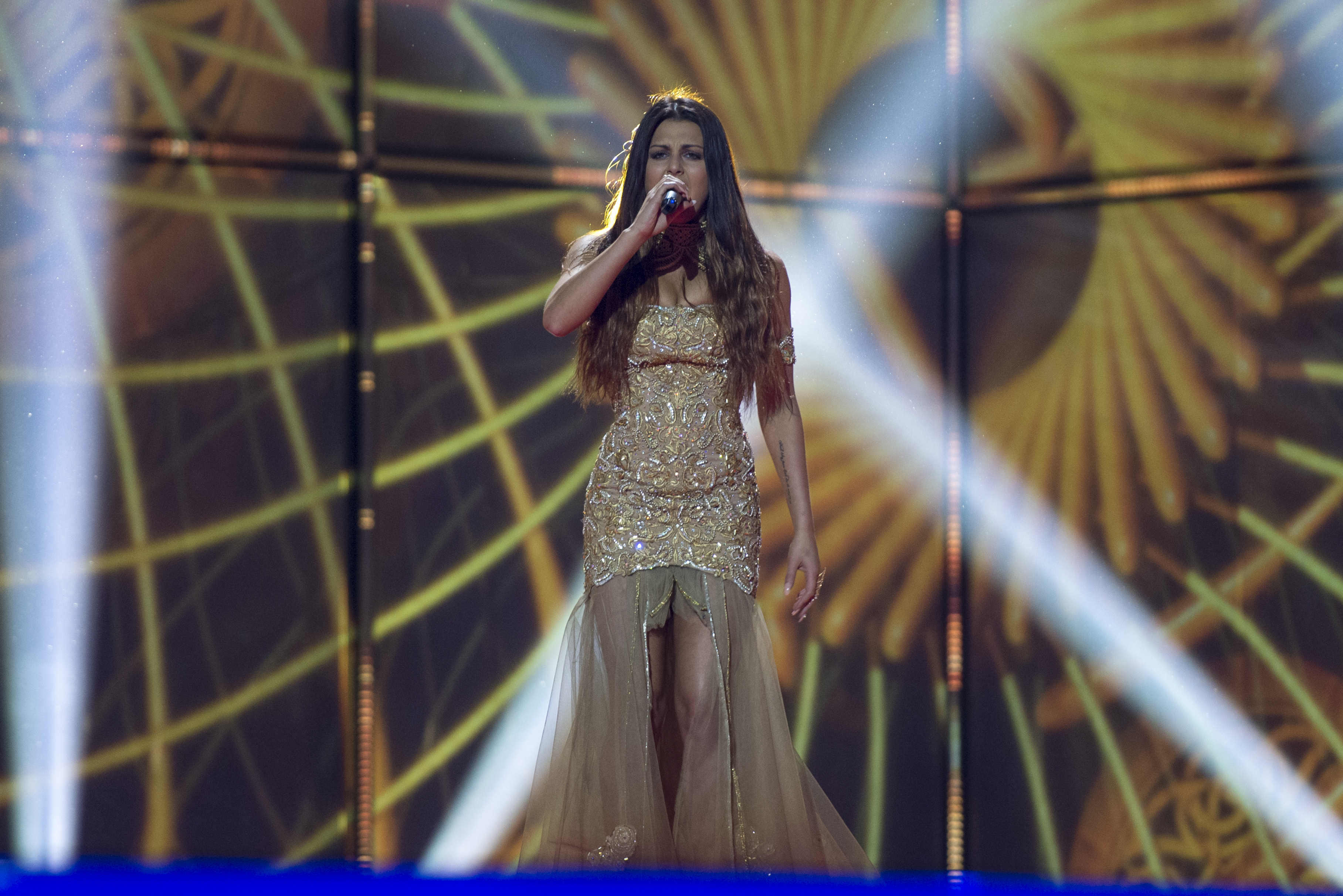
Can-Linn feat. Kasey Smith wist zich niet te plaatsen voor de finale van het Eurovisiesongfestival 2014

Ierland nam deel aan het Eurovisiesongfestival 2014 in Kopenhagen, Denemarken. Het was de 48ste deelname van het land op het Eurovisiesongfestival. RTE was verantwoordelijk voor de Ierse bijdrage voor de editie van 2014.

## Selectieprocedure
De Ierse selectie van 2014 verliep opnieuw via het jaarlijkse Eurosong. Net als in 2013 werden er vijf specialisten ter zake aangeduid die een act mochten samenstellen en begeleiden. De nationale selectie van 2014 was net als de voorgaande jaren een onderdeel van de talkshow The Late Late Show. Tijdens de door Ryan Tubridy gepresenteerde show van 28 februari 2014 traden de vijf deelnemende acts op. De punten werden voor de helft verdeeld door zes regionale jury's. Het publiek gaf via televoting de resterende helft van de punten.
Op 31 oktober 2013 maakte RTE de namen van de vijf mentoren bekend. Het ging om Billy McGuinness, Hazel Kaneswaran, Cormac Battle, Valerie Roe en Mark Murphy. Zij kregen tot 3 januari de tijd om een act samen te stellen, al moest de opgenomen bijdrage pas op 3 februari overgemaakt worden aan RTE. Twee dagen later maakte de Ierse staatsomroep de namen van de vijf artiesten bekend.
Uiteindelijk ging de zegepalm naar Can-Linn feat. Kasey Smith. Met hun nummer Heartbeat werden ze zowel door de vakjury als door de televoters als winnaar aangewezen. Zij mochten aldus Ierland vertegenwoordigen op de negenenvijftigste editie van het Eurovisiesongfestival.

## Eurosong 2014
| Plaats | Artiest                    | Lied                  | Mentor           | Jury | Publiek | Totaal |
| ------ | -------------------------- | --------------------- | ---------------- | ---- | ------- | ------ |
| 1      | Can-Linn feat. Kasey Smith | Heartbeat             | Hazel Kaneswaran | 54   | 60      | 114    |
| 2      | Eoghan Quigg               | The movie song        | Mark Murphy      | 52   | 50      | 102    |
| 3      | Laura O'Neill              | You don't remember me | Billy McGuinness | 44   | 40      | 84     |
| 4      | Andrew Mann                | Be mine               | Cormac Battle    | 26   | 30      | 56     |
| 5      | Patricia Roe               | Don't hold on         | Valerie Roe      | 24   | 20      | 44     |

## In Kopenhagen
Ierland moest in Kopenhagen eerst aantreden in de tweede halve finale, op donderdag 8 mei. Can-Linn feat. Kasey Smith trad als negende van vijftien acts op, na Softengine uit Finland en net voor Teo uit Wit-Rusland. Bij het openen van de enveloppen bleek dat Ierland zich niet had weten te plaatsen voor de finale. Na afloop van de finale werd duidelijk dat Can-Linn feat. Kasey Smith op de twaalfde plaats was geëindigd in de tweede halve finale, met 35 punten.
1965 · 1966 · 1967 · 1968 · 1969 · 1970 · 1971 · 1972 · 1973 · 1974 · 1975 · 1976 · 1977 · 1978 · 1979 · 1980 · 1981 · 1982 · 1983 · 1984 · 1985 · 1986 · 1987 · 1988 · 1989 · 1990 · 1991 · 1992 · 1993 · 1994 · 1995 · 1996 · 1997 · 1998 · 1999 · 2000 · 2001 · 2002 · 2003 · 2004 · 2005 · 2006 · 2007 · 2008 · 2009 · 2010 · 2011 · 2012 · 2013 · 2014 · 2015 · 2016 · 2017 · 2018 · 2019 · 2020 · 2021 · 2022 · 2023 · 2024 · 2025
Albanië · Armenië · Azerbeidzjan · België · Denemarken · Duitsland · Estland · Finland · Frankrijk · Georgië · Griekenland · Hongarije · Ierland · IJsland · Israël · Italië · Letland · Litouwen · Macedonië · Malta · Moldavië · Montenegro · Nederland · Noorwegen · Oekraïne · Oostenrijk · Polen · Portugal · Roemenië · Rusland · San Marino · Slovenië · Spanje · Verenigd Koninkrijk · Wit-Rusland · Zweden · Zwitserland